# Szkodniki sosen
Sosny (Pinus spp.) stanowią istotne źródło pożywienia dla wielu owadów, które żerując doprowadzają do uszkodzenia i zniekształcenia różnych części roślin i w efekcie do obniżenia kondycji drzew i jakości pozyskiwanego z nich surowca, co sprawia, że zwalczane są jako szkodniki. Czasem przenoszą również czynniki chorobotwórcze - szkodliwe wirusy, bakterie lub grzyby. Szczególnie groźne są dla monokultur sosnowych, w których panują warunki sprzyjające rozprzestrzenianiu się szkodników.

## Oligofagi sosny
Oligofagi sosny występujące w Polsce żerują głównie na sośnie zwyczajnej.

### Szkodniki nadziemnych części siewek i młodych sadzonek
- Eulia politana Hb. – zwójka siewkóweczka - larwa łączy igły sosen przędzą i ogryza je.

### Szkodniki upraw sosnowych
Uprawy leśne, w tym sosnowe, są szczególnie atrakcyjnym miejscem żerowania dla wielu owadów. Znaczne nasłonecznienie uprawy, w której drzewka nie dochodzą do zwarcia, sprzyja rozwojowi wielu z nich. W uprawach występować mogą wszystkie szkodniki szkółek, liczne szkodniki strzałek (pędów głównych), pędów, pączków i igieł. Wiele z nich atakuje również starsze drzewostany: młodniki, tyczkowiny i drągowiny. Duża ilość różnych szkodników jest spowodowana przede wszystkim nagromadzeniem łatwo dostępnego i wysokowartościowego pokarmu, jakim są organy młodych drzewek, w szczególności pączki i łyko.

#### Szkodniki igieł

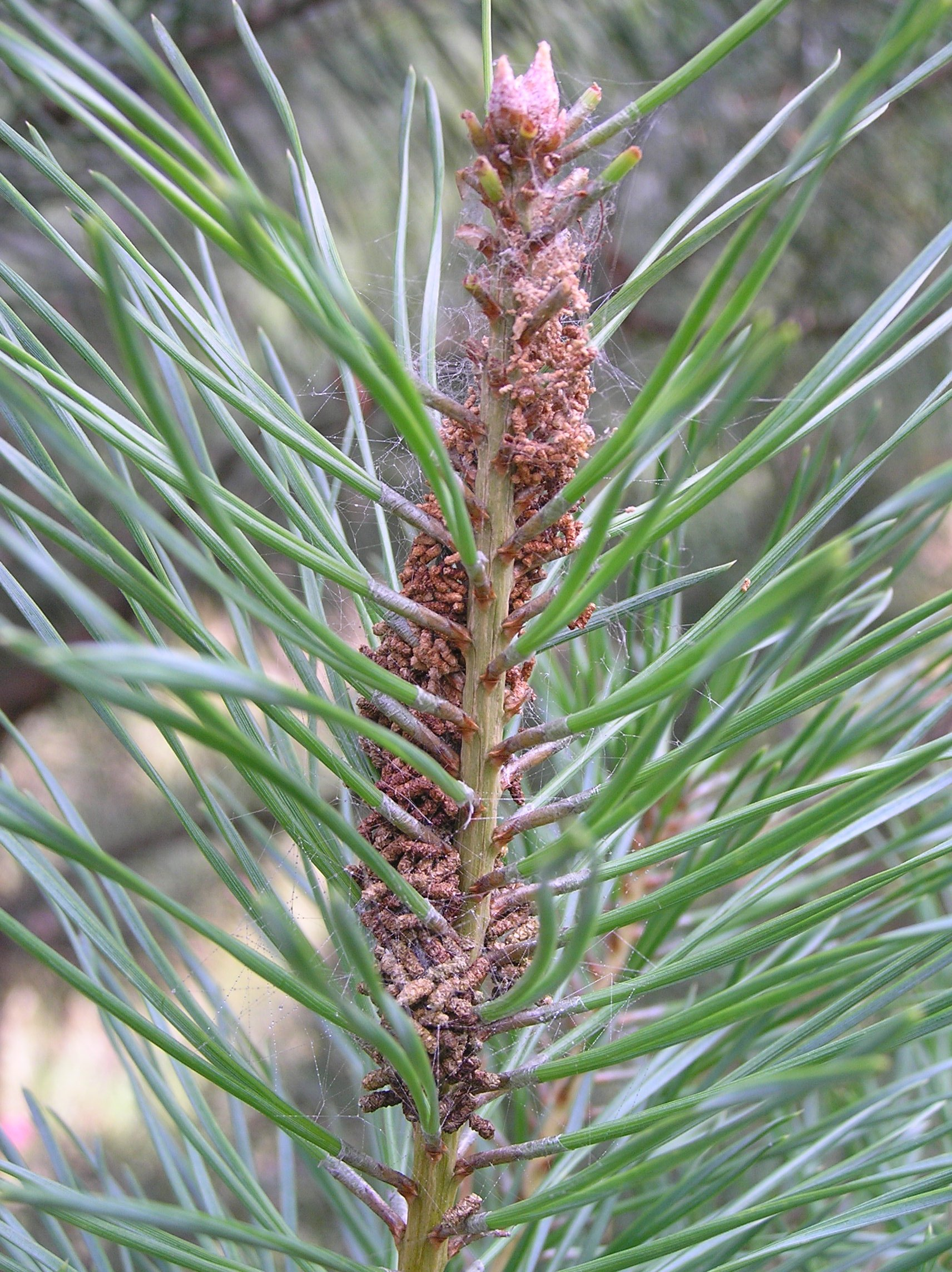
oprzęd osnui sadzonkowej

Szkodliwość tej grupy owadów polega przede wszystkim na ogryzaniu igieł, bądź wysysaniu z nich soków, co prowadzi do osłabienia drzewek. Nie uszkadzają jednak pączków, co umożliwia roślinie regenerację. W tej fazie rozwojowej mogą pojawić się też inne szkodniki, charakterystyczne dla starszych drzewostanów, są to jednak zjawiska rzadsze.

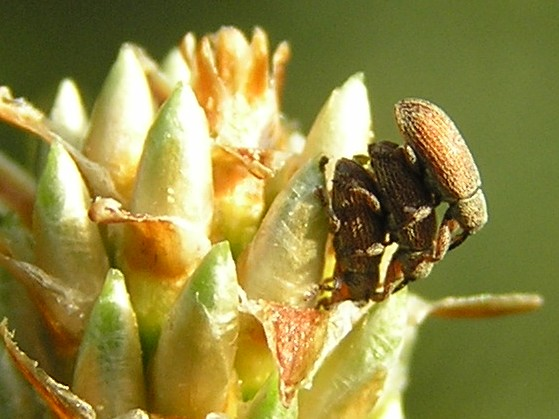
Krótkostopka sosnowa

- Acantholyda hieroglyphica Christ. – osnuja sadzonkowa, sosna.
- Brachyderes incanus L. – choinek szary, szkodnik młodych sosen i świerków, na gałęziach żeruje także na modrzewiu i jałowcu.
- Brachyonyx pineti Payk. – krótkostopka sosnowa, larwa minuje igły sosnowe.
- Cryptocephalus pini L. – zmróżka sosnowa, postacie dorosłe żerują na igłach sosny.
- Luperus pinicola Dft. – wątlik sosnowiec, postacie dorosłe żerują na igłach sosny.
- Philopedon plagiatus Schal L. (Cneorrhinus plagiatus Schal L.) – sieciech niegłębek, polifag szkodliwy głównie na sośnie, postać dorosła ogryza igły, liście i korę.
- Thecodiplosis brachyntera Schw. – igłówka sosnowa (pryszczarek sosnowiec), sosna.
- Contarinia baeri Prell. - igłówka Baera (pryszczarek Baera), sosna.

#### Szkodniki pączków, pędów i szyszek

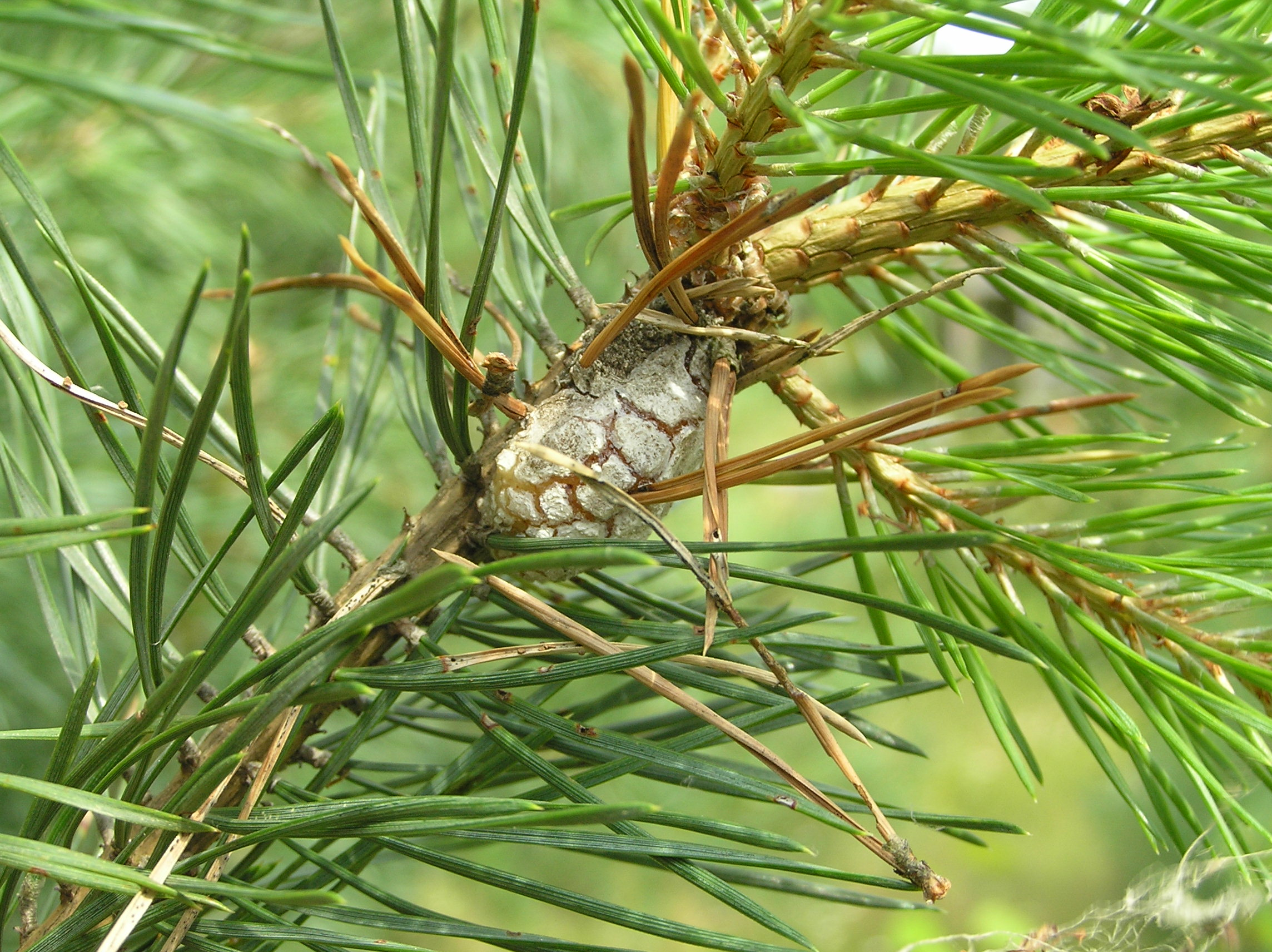
Galas zwójki żywiczaneczki

Do tej grupy szkodników należą takie, które żerują w pączkach (najczęściej bocznych pędów), pędach bocznych (rzadziej głównych) i w rozwijających się szyszkach. Uszkodzone organy często wydzielają żywicę. Naruszenie pączka lub pędu głównego (strzałki) może doprowadzić do zahamowania wzrostu i silnej deformacji korony.
- Anthonomus varians Payk. – kwieciak sosnowiec, larwa żeruje w męskich kwiatostanach.
- Cacoecia piceana L. – zwójka sosnówka, sosna, rzadziej świerk i jodła.
- Dioryctria abietella Den. et Schiff. - szyszeń pospolity, sosna, także jodła,świerk i modrzew.
- Dioryctria mutatella Fuchs - szyszeń sosnowy, sosna zwyczajna, rzadziej sosna czarna i wejmutka.
- Evetria resinella L. – zwójka żywiczaneczka, sosna.
- Evetria duplana Hb. – zwójka pędówka, sosna w wieku 2-6 lat.
- Evetria turionella L. (Evetria turionana Hbn.) – zwójka odrośleczka, sosna w wieku 6-15 lat.
- Exoteleia dodecella L. – skośnik tuzinek
- Pissodes validrostris Sahlb. – smolik szyszkowiec, larwa rozwija się w szyszkach sosen.
- Rhyacionia buoliana Den. et Schiff. – zwójka sosnóweczka, sosna w wieku 6-15 lat.
- Strophosoma capitata De Geer – zmiennik rudonogi (zmiennik brudny), najczęściej na sośnie, postać dorosła ogryza pączki, liście i pędy.
- Strophosoma melanogrammum Forst. – zmiennik leszczynowiec (zmiennik czarniawiec), na sośnie, świerku, modrzewiu, rzadziej na liściastych. Postać dorosła ogryza pączki, liście i pędy.
- Zeiraphera griseana Hb. (Steganoptycha diniana Gn.) – wskaźnica modrzewianeczka, modrzew, świerk, rzadziej limba i sosna.

#### Szkodniki pędów i strzałek

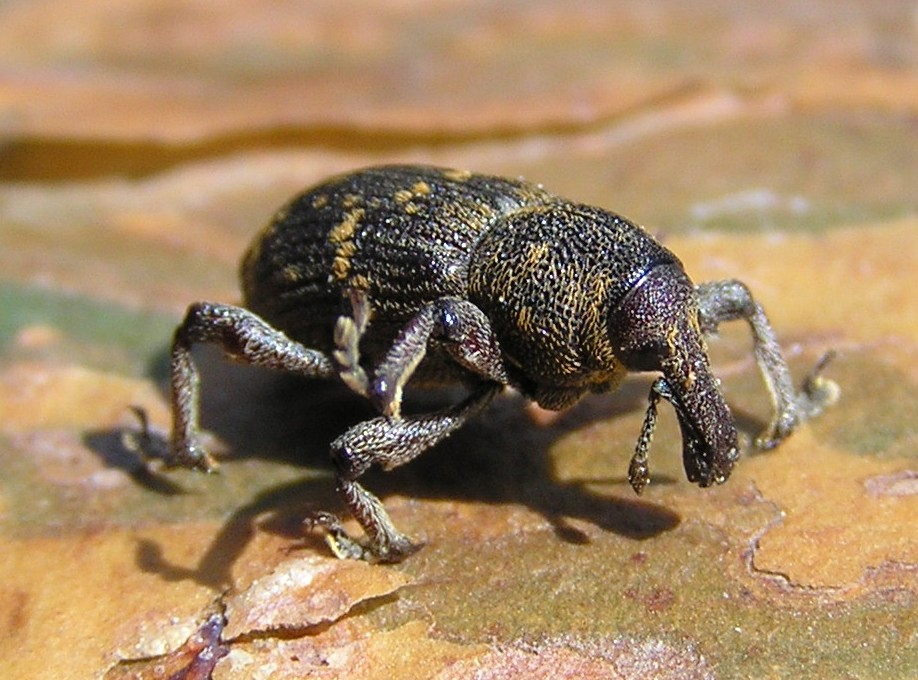
Szeliniak sosnowiec

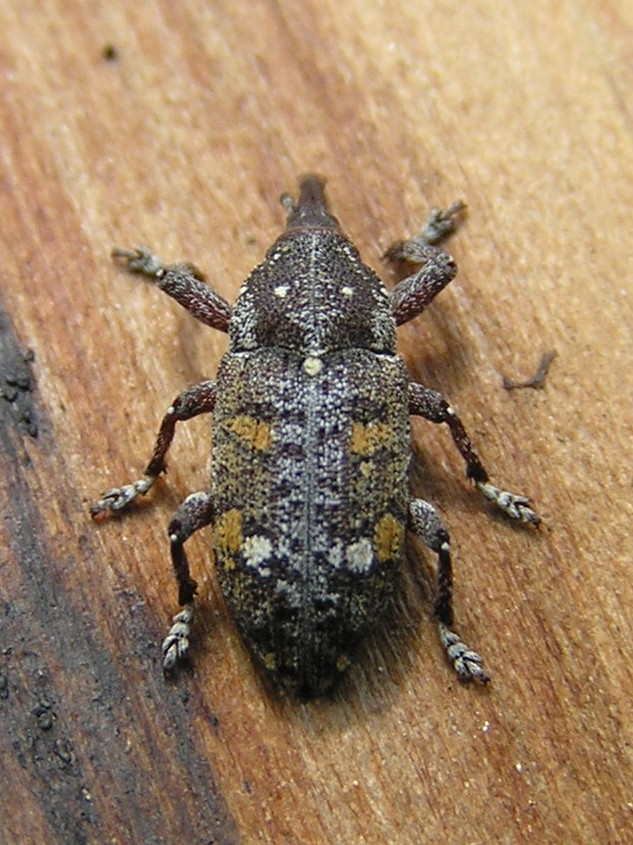
Smolik znaczony

Owady z tej grupy uszkadzają korę lub (i) łyko na pędach głównych i bocznych. W tej fazie mogą pojawić się też szkodniki floemu i ksylemu drzewostanów starszych.
- Hylastes ater Payk. – zakorek czarny, iglaste (leżanina i pniaki).
- Hylobius abietis L. – szeliniak sosnowiec, głównie iglaste, sporadycznie liściaste.
- Hylobius pinastri Gyll – szeliniak świerkowiec, świerk, sosna i inne.
- Pissodes castaneus De Geer (Pissodes notatus F.) – smolik znaczony, sosna, zarówno larwa jak i imago.
- Scythropus mustela Hbst. – zacień sosnowiec, postać dorosła ogryza korę na młodych drzewkach iglastych.

### Szkodniki młodników sosnowych
W tej fazie występują szkodniki zarówno z upraw jak i drzewostanów starszych. Niektóre z owadów występujących na uprawach, zasiedlających pędy boczne mogą spowodować w młodnikach lokalne szkody. Staje się to szczególnie niebezpieczne w połączeniu z osłabieniem drzew przez inne czynniki np. spałowanie przez jeleniowate, choroby grzybowe czy działalność innych owadzich szkodników pierwotnych. Młodniki na słabych siedliskach oraz w zasięgu zanieczyszczeń przemysłowych są szczególnie narażone na ataki tej grupy szkodników.

#### Szkodniki aparatu asymilacyjnego, pędów i pączków

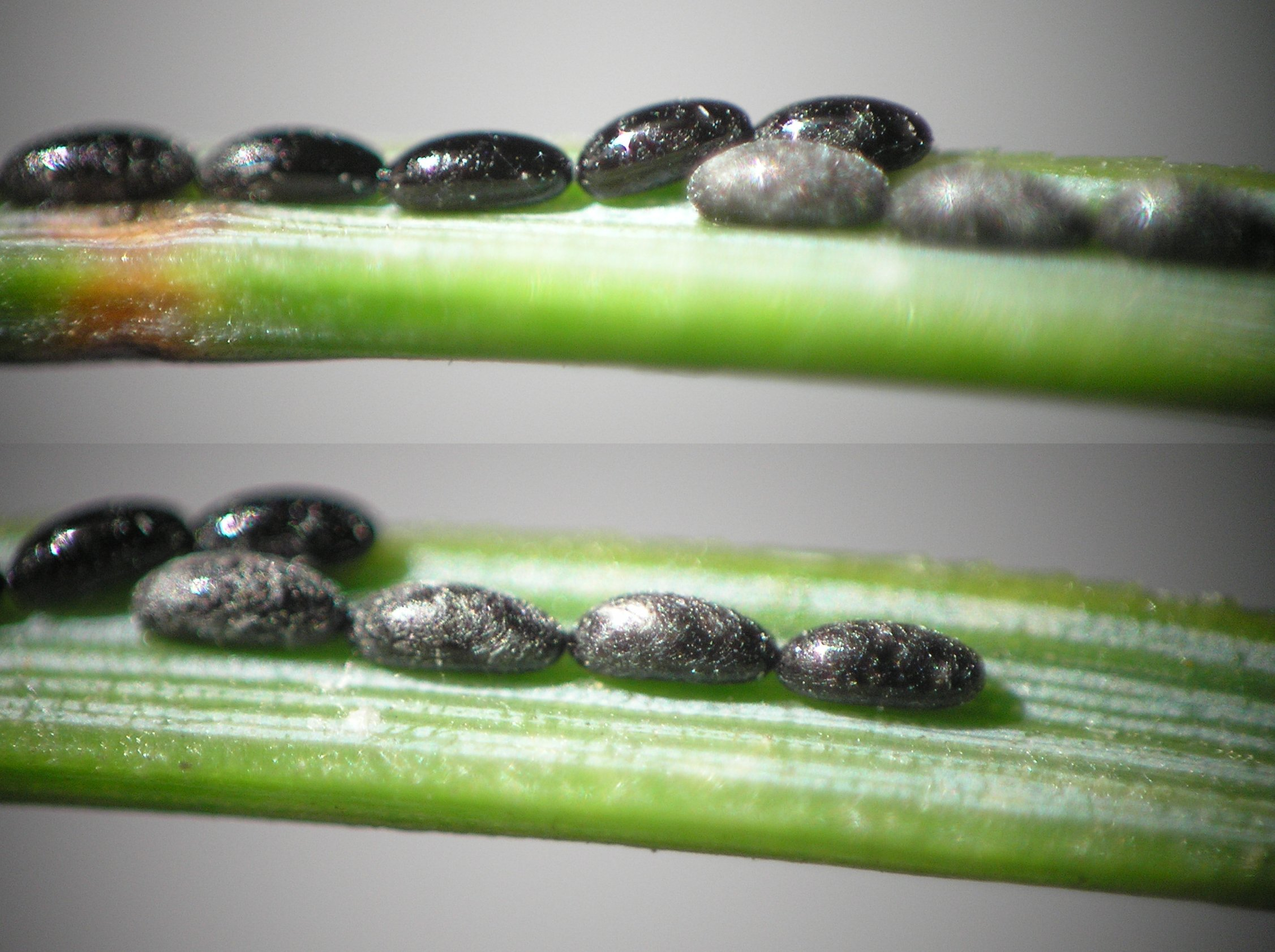
Jaja miodownicy sosnowej na igłach sosny zwyczajnej

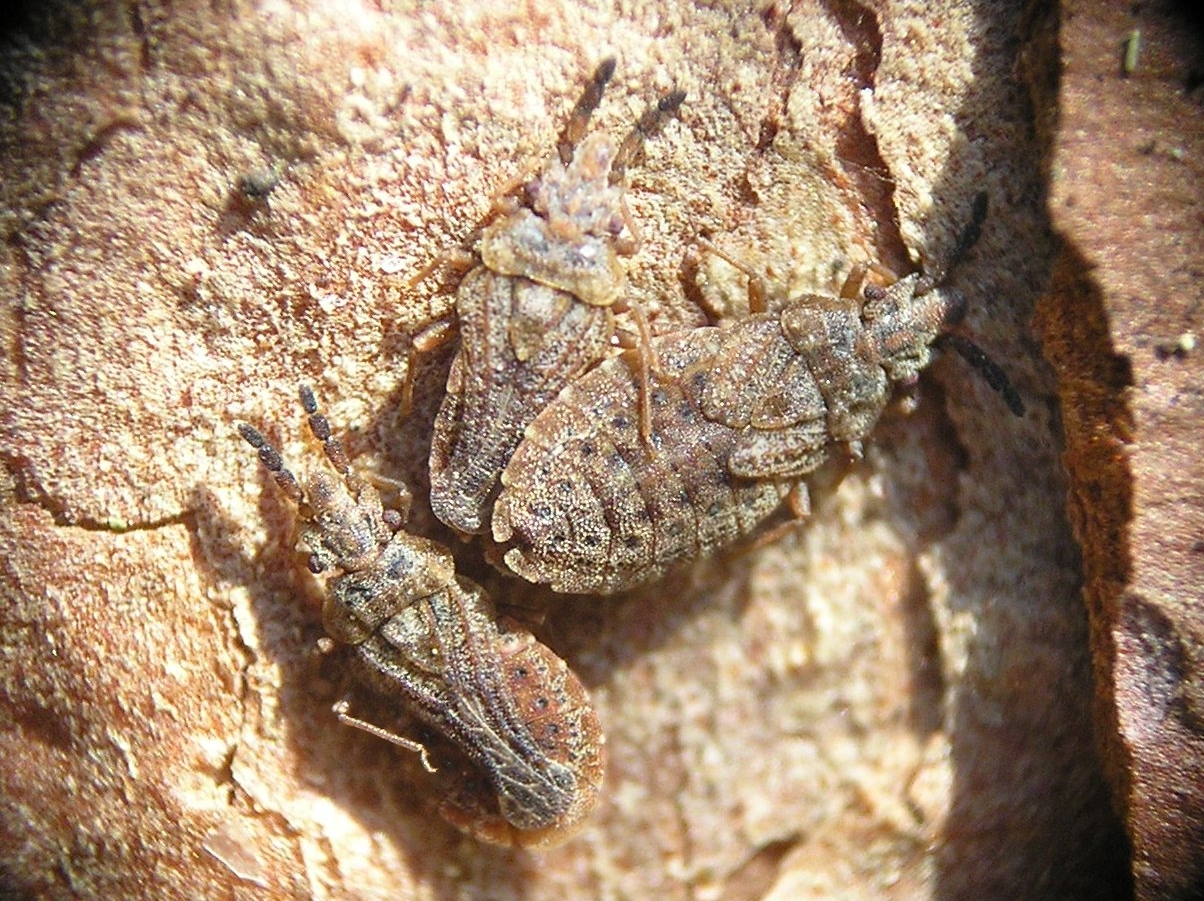
Grupa rowałków na korze sosny.

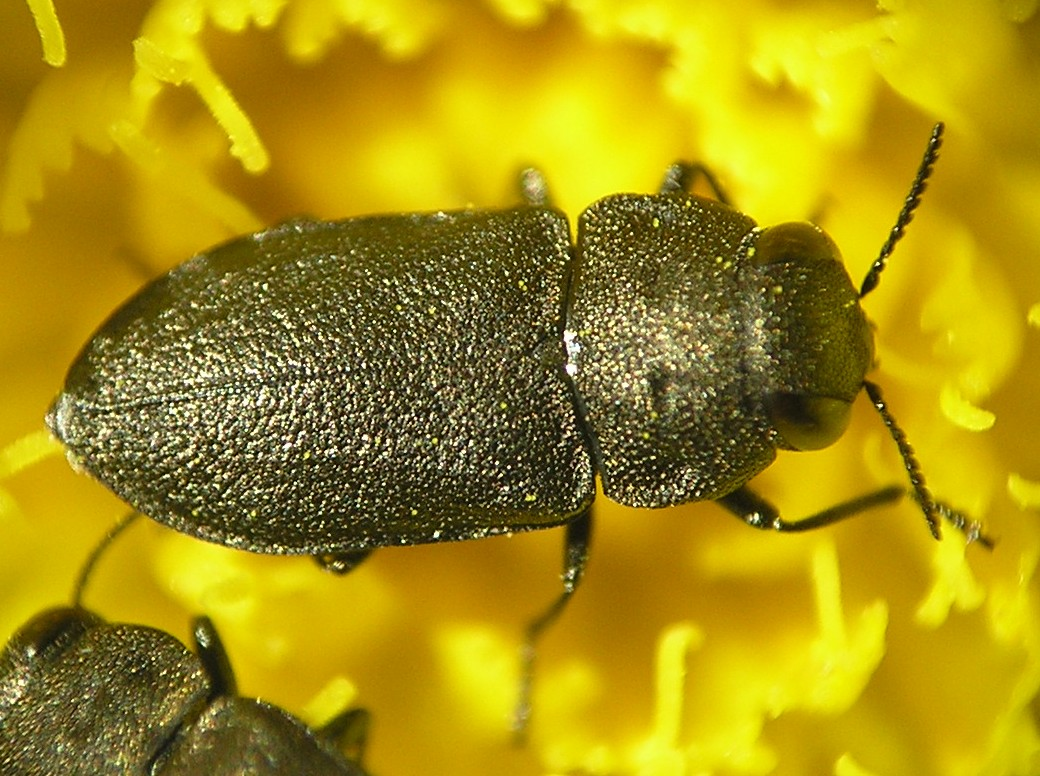
Kwietniczek czterokropkowy - imago w kwiecie jastrzębca

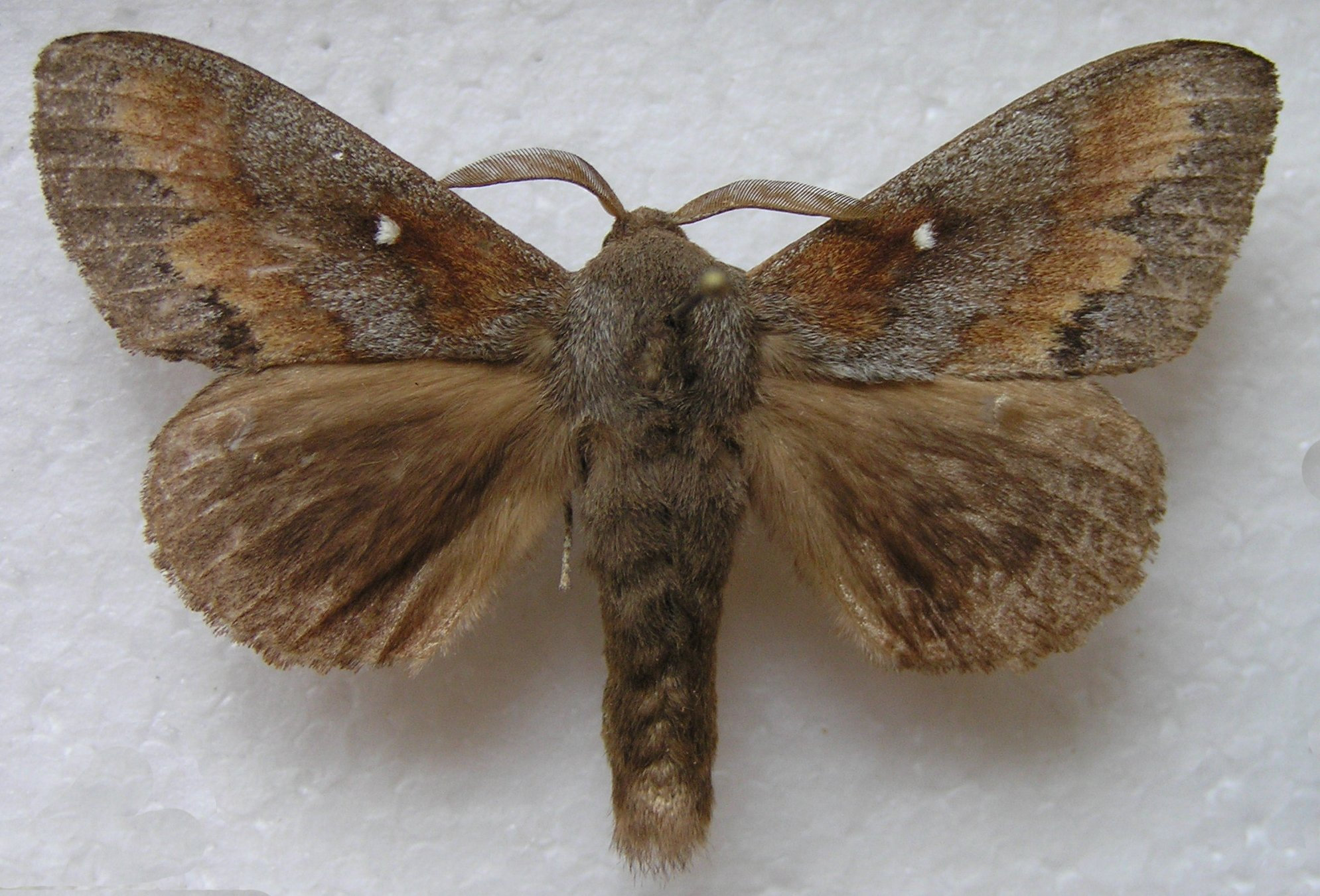
Motyl barczatki.

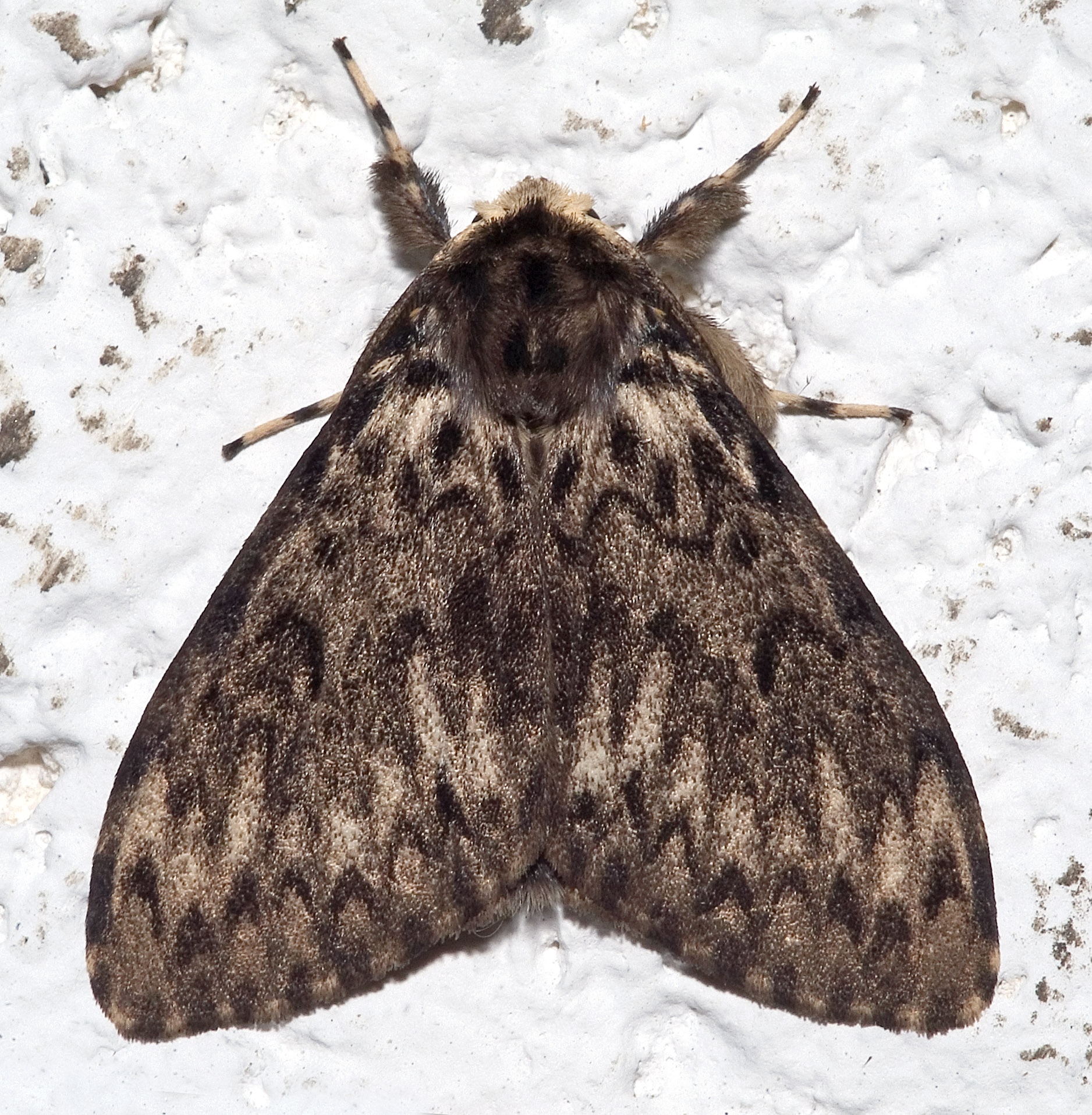
Ciemna forma motyla samicy brudnicy mniszki.

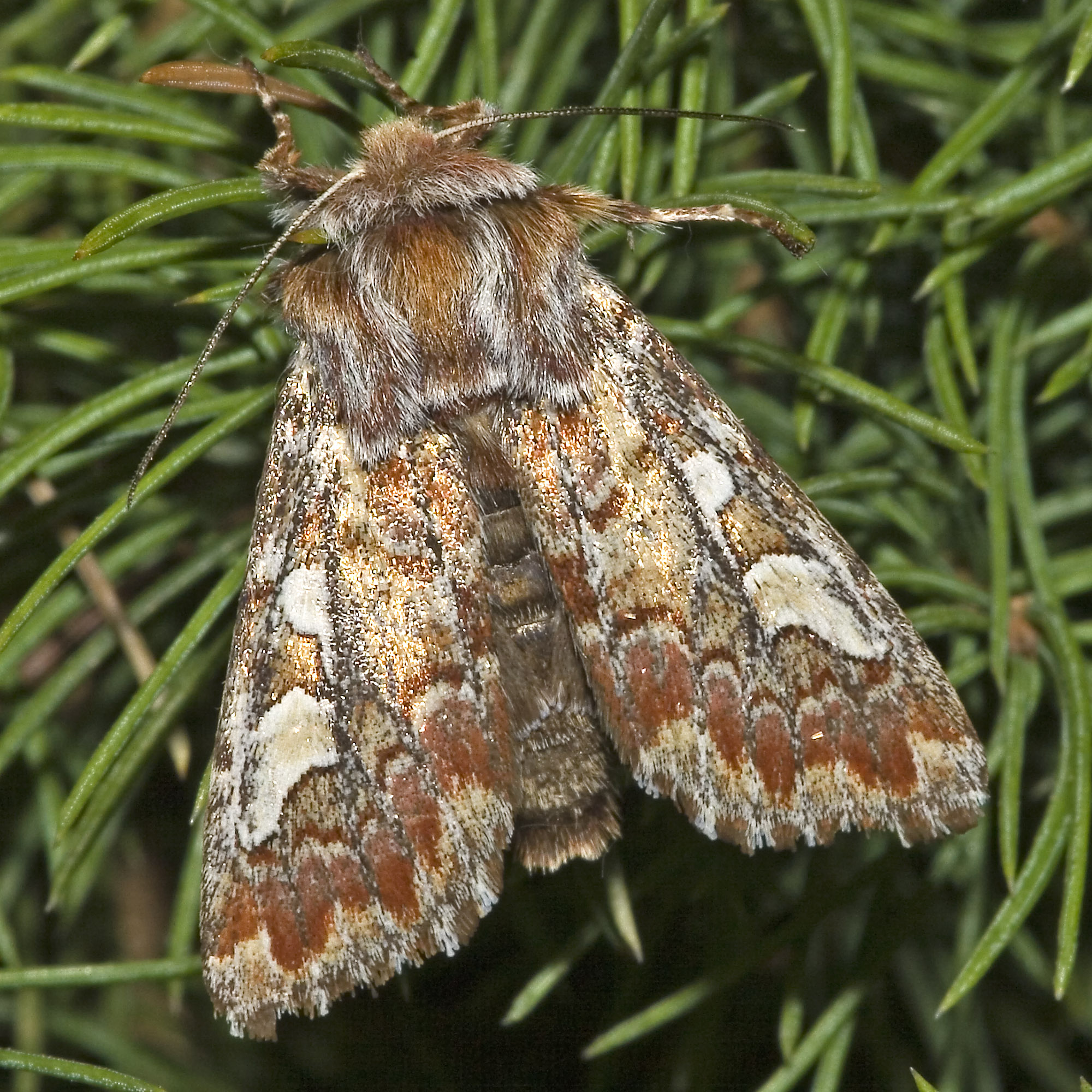
Motyl strzygoni chojnówki.

Szkodliwość tej grupy owadów polega na ogryzaniu igieł, pączków, wysysaniu soków z pędów. Swoją obecność mogą tu zaznaczyć również inne owady, tak z upraw, jak i starszych drzewostanów.
- Acantholyda erythrocephala L. – osnuja czerwonogłowa, sosna, młodniki (wiek 10-30 lat).
- Barbitistes constrictus Br. – opaślik sosnowiec, sosna, rzadziej świerk.
- Cinara pini L. – miodownica sosnowa, sosna.
- Neodiprion sertifer Geoffr. – borecznik rudy, sosna.
- Pineus pini L. – mszyca sosnówka, jedno pokolenie na świerku drugie na sośnie.

#### Szkodniki żerujące na pniach drzew
Największe znaczenie mają w tej grupie szkodniki wtórne. Niektóre z nich zasiedlają w starszych drzewostanach boczne, obumierające gałęzie – w młodniku mogą zasiedlać całą strzałę przyczyniając się do szybkiego wydzielania posuszu.
- Anthaxia quadripunctata L. – kwietniczek czterokropkowy, pod korą młodych sosen w uprawach.
- Aradus cinnamomeus Panz. – rozwałek korowiec (korowiec sosny), sosna.
- Chrysobothris igniventris Reitt. – zrąbień sosnowiec, sosna.
- Magdalis duplicata Germ. – wałczyk podobny, larwa w małych gałązkach sosen, świerków, modrzewi.
- Magdalis frontalis Gyll. – wałczyk pędowiec, chodniki larwalne głównie w rdzeniu pędów szczytowych.
- Magdalis phlegmatica Hbst. – wałczyk gałęzinowiec, larwa w gałęziach sosen i świerków.
- Magdalis violacea L. – wałczyk fioletowy, larwa w pączkach szczytowych, na powierzchni bielu 3-15 letnich drzewek: sosen i świerków.
- Melanophila acuminata De Geer. – ciemnik czarny, pod korą młodych sosen.
- Pityogenes bidentatus Hbst. – rytownik dwuzębny, pod cienką korą sosny, świerka, jodły, modrzewia.
- Pogonocherus fasciculatus De Geer. – kozulka sosnówka, pod korą gałęzi sosnowych i innych iglastych.

### Szkodniki drzewostanów sosnowych średnich i starszych klas wieku

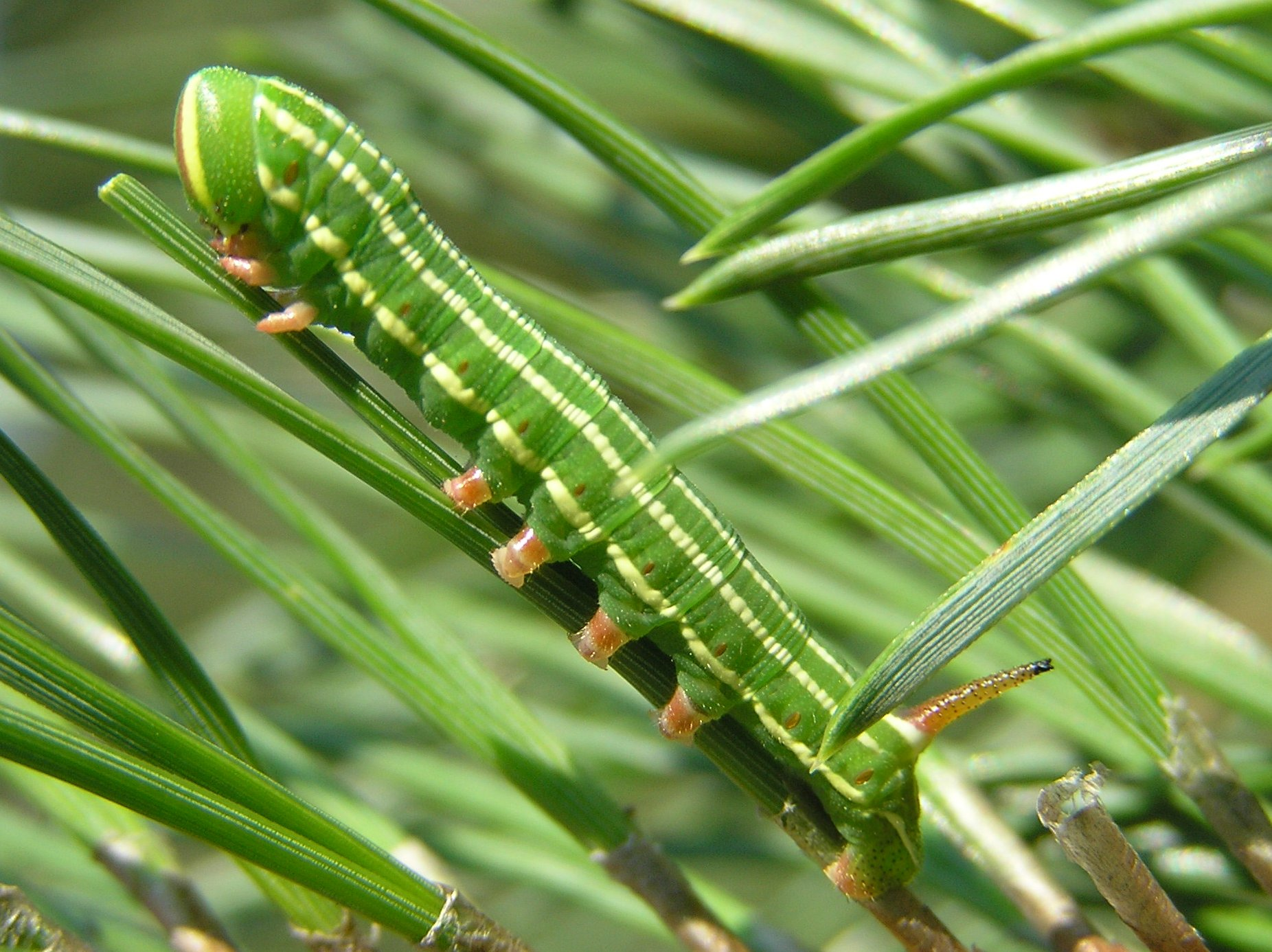
żerująca larwa zawisaka borowca

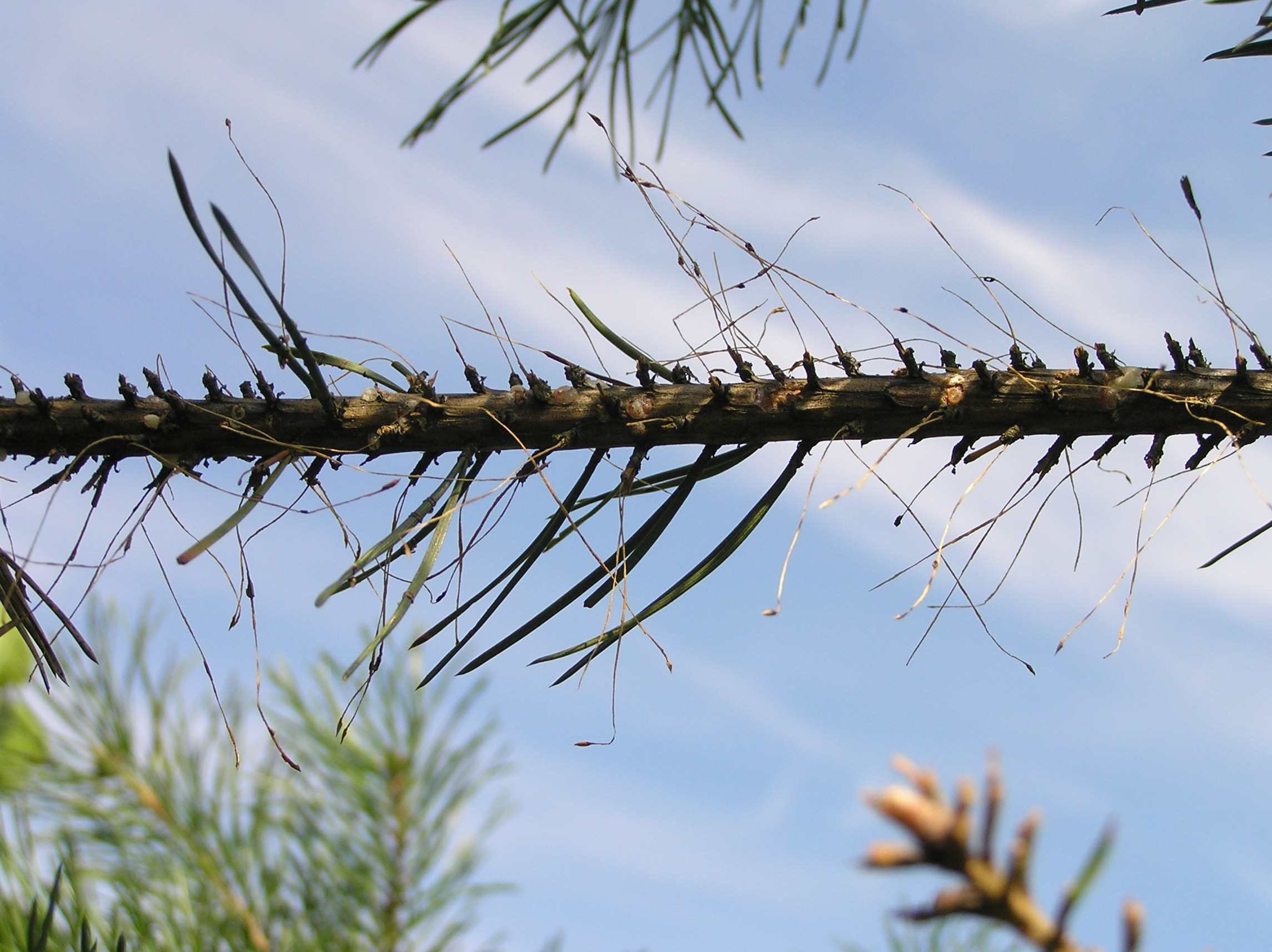
gołożer larw borecznika sosnowca

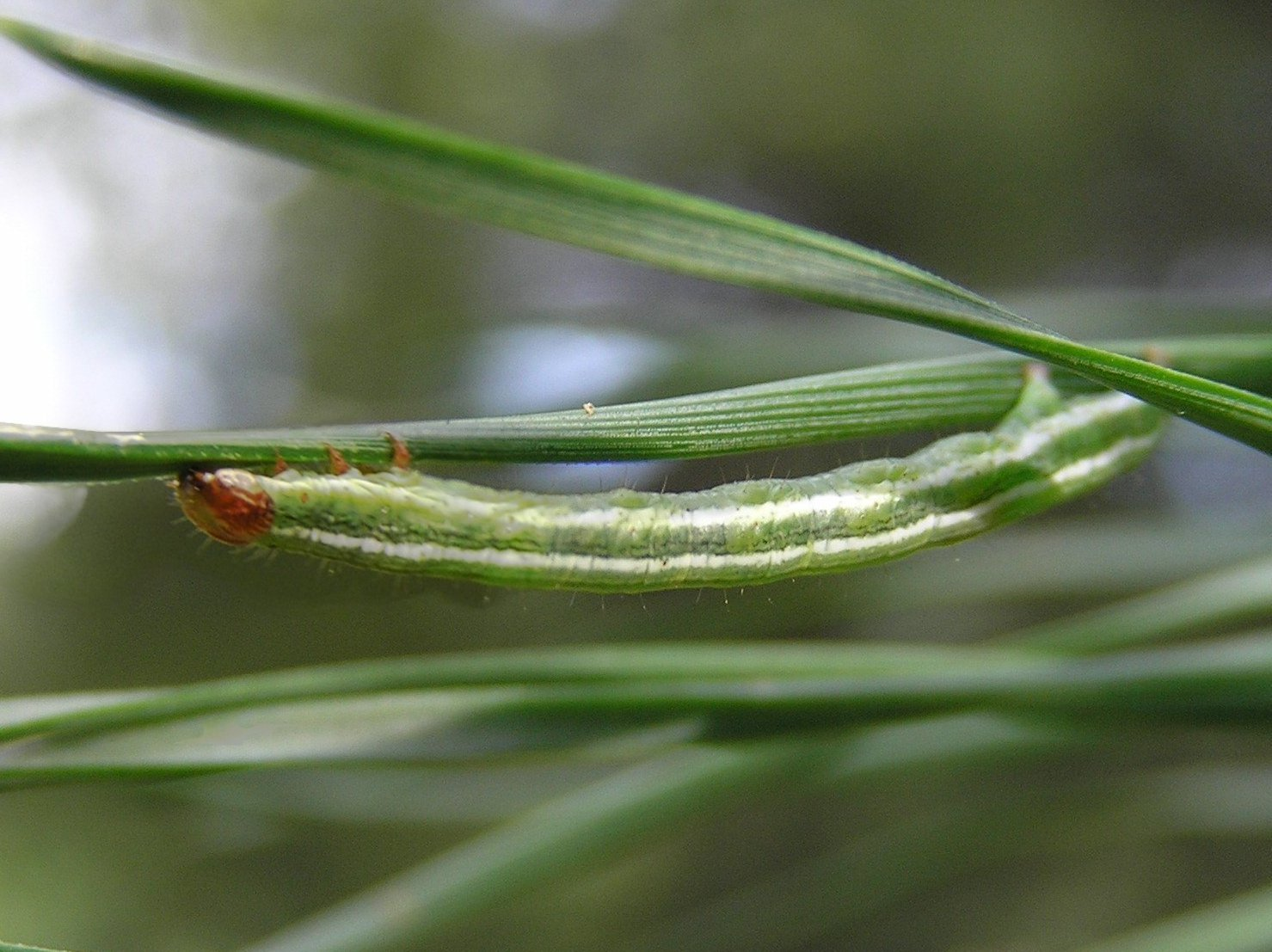
żerująca larwa poprocha

Jest to duża grupa owadów, stanowiących istotny czynnik wpływający na stan zdrowotny przeważającej części europejskich lasów sosnowych. Są to zarówno szkodniki pierwotne jak i wtórne, żerują na igłach, pączkach, są ksylo i kambiofagami. Ich wzajemne pojawy korelują się ze sobą jak również z czynnikami atmosferycznymi, siedliskowymi i z czystością siedliska (gleb, wody i powietrza). W formie gradacyjnej mogą wystąpić również w młodszych drzewostanach.

#### Szkodniki aparatu asymilacyjnego
Dynamika liczebności większości szkodników igieł sosny ma bezpośredni związek z warunkami środowiskowymi i składem gatunkowym drzewostanów. Ogniska gradacyjne mają miejsce przede wszystkim w skrajnych dla sosny warunkach ekologicznych - w zdegradowanych borach świeżych oraz borach suchych. W takiej sytuacji sosna występuje często w postaci monokultury o ubogim runie. Główne centra gradacyjne najgroźniejszych foliofagów znajdują się: w Borach Tucholskich, Puszczy Piskiej, Augustowskiej, Białej, Nadnoteckiej na Pomorzu Zachodnim, Borach Dolnośląskich oraz kompleksie Opolsko-Częstochowskim. Są to najczęściej szkodniki pierwotne.
- Acantholyda posticalis Mats., (Acantholyda nemoralis Thoms.) – osnuja gwiaździsta, sosna.
- Acantholyda posticalis f. praecox W.Koeh. – osnuja gwiaździsta forma wczesna.
- Acantholyda posticalis f. serotina W.Koeh. – osnuja gwiaździsta forma późna.
- Bupalus piniarius L. – poproch cetyniak - sosna.
- Dasychira pudibunda L. – szczotecznica szarawka, liście buków, dębów i innych liściastych, również igły sosen.
- Dendrolimus pini L. – barczatka sosnówka, sosna.
- Diprion pini L. – borecznik sosnowiec, sosna pospolita i inne sosny.
- Diprion simile Htg. – borecznik podobny, sosna.
- Ellopia prosapiaria L. – kłystek, sosna, rzadziej świerk, jodła i jałowiec.
- Gilpinia pallida Kl. – borecznik jasnobrzuchy, sosna.
- Gilpinia frutetorum F. – borecznik Krzewian, sosna.
- Hyloicus pinastri L. – zawisak borowiec (siwotek borowiec), sosna.
- Lymantria monacha L. – brudnica mniszka, świerk, sosna i liściaste.
- Lymantria dispar L. (Ocneria dispar L.) – brudnica nieparka, dąb i inne liściaste, rzadziej iglaste.
- Orgyia antiqua L. – znamionówka tarniówka, larwa ogryza igły i liście (liściaste i iglaste).
- Panolis flammea Schiff. – strzygonia choinówka, sosna.
- Panthea coenobita Esp. – sówka mniszkówka, świerk, sosna.
- Semiothisa liturata Cl. – witalnik sosnowiak, sosna.

#### Szkodnikifloemuiksylemu
Gradacje tych szkodników obejmują tereny po gradacjach szkodników igieł oraz te drzewostany, które osłabione zostały z powodu innych przyczyn. Na szczególną uwagę zasługują tu choroby systemów korzeniowych (huba korzeniowa, opieńka miodowa i inne). Do tej grupy należą najczęściej szkodniki wtórne.
Kornikowate
- Carphoborus minimus F. – listwiaczek najmniejszy, na obumierających gałązkach sosny.
- Cryphalus abietis Ratz. – wgryzoń świerkowiec, świerk, jodła, rzadziej inne iglaste.
- Crypturgus cinereus Hbst. – skrycik szary, iglaste (chodnik larwalny samica zakłada w chodnikach innych korników).
- Crypturgus pusillus Gyll. – skrycik najmniejszy, iglaste (chodnik larwalny samica zakłada w chodnikach innych korników).
- Crypturgus hispidulus Thoms.. – skrycik owłosiony, (skrycik północny) iglaste (chodnik larwalny samica zakłada w chodnikach innych korników).
- Dryocoetes autographus Ratz. – drzewożerek jednożenny, świerk, rzadziej sosna, głównie na złomach i leżaninie.
- Ips acuminatus Gyll. – kornik ostrozębny, sosna, rzadziej modrzew pod cienką korą pni i konarów.
- Ips amitinus Eichh. – kornik drukarczyk, świerk, rzadziej sosna, modrzew i jodła.
- Ips duplicatus Sahlb. – kornik zrosłozębny, świerk, rzadziej sosna, limba.
- Ips sexdentatus Boern. – kornik sześciozębny, sosna, rzadziej świerk.
- Ips typographus L. – kornik drukarz, przede wszystkim świerk, rzadko inne iglaste.
- Dendroctonus micans Kug. – bielojad olbrzymi, przede wszystkim świerk, sporadycznie sosna, żeruje w okolicy szyi korzeniowej, czasem wyżej.
- Hylurgus ligniperda F. – drzewisz owłosiony, w korzeniach i pniakach martwych sosen, na styku łyka i bielu.
- Hylurgops palliatus Gyll. – polesiak obramowany, między korą a drewnem sosny, świerka i innych iglastych, w pniakach i leżaninie.
- Orthotomicus laricis F. – korniczek wielozębny, sosna, świerk, modrzew, rzadziej jodła. Żyje na leżaninie i obumierających drzewach - między korą a drewnem.
- Orthotomicus longicollis Gyll. – korniczek guzozębny, pod korą zamierających, starych sosen.
- Orthotomicus proximus Eichh. – korniczek płaskozębny, sosna, rzadziej świerk w miejscach, gdzie gruba kora przechodzi w cienką.
- Orthotomicus suturalis Gyll. – korniczek ostrozębny, sosna, świerk, modrzew, limba, między korą a drewnem.
- Pityogenes quadridens Hbst. – rytownik czterozębny, sosna, świerk i inne iglaste.
- Pityogenes chalcographus L. – rytownik pospolity, świerk, sosna, rzadko jodła.
- Pityokteines curvidens Germ. – jodłowiec krzywozębny, jodła, rzadziej świerk, modrzew i sosna.
- Pityophthorus pityographus Ratz. – bruzdkowiec zachodni, świerk, jodła, sosna, rzadko modrzew. Żeruje w koronie drzew.
- Pityophthorus lichtensteini Ratz. – bruzdkowiec Lichtensztajna, gałązki sosen.
- Polygraphus poligraphus L. – czterooczak świerkowiec, najczęściej świerk, rzadziej jodła, sosna (limba i wejmutka).
- Polygraphus subopacus Thoms. – czterooczak leżaninowiec, świerk, rzadziej sosna.
- Tomicus minor Htg. – cetyniec mniejszy, sosna zwyczajna i inne sosny, wyjątkowo świerk.
- Tomicus piniperda L. – cetyniec większy, sosna zwyczajna i inne sosny, wyjątkowo świerk, modrzew i jodła.
- Trypodendron lineatum Ol. – drwalnik paskowany, iglaste.
- Xyleborus saxeseni Ratz. – drwalniczek Saksesena, polifag liściastych i iglastych.

Bogatkowate

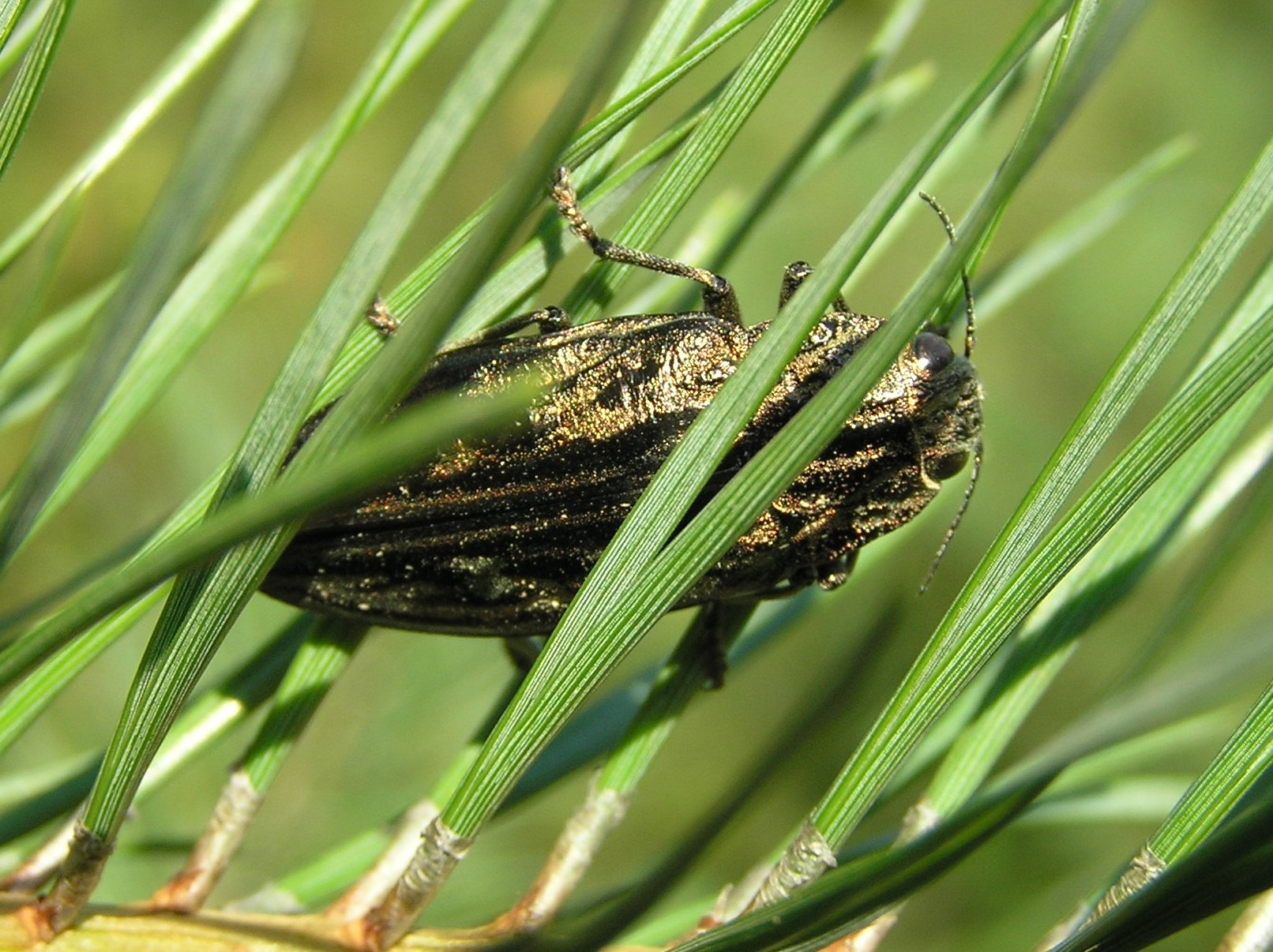
Miedziak sosnowy

- Buprestis mariana L. – miedziak sosnowiec, drewno pniaków sosnowych i innych iglastych.
- Phaenops cyanea F. – przypłaszczek granatek, pod korą sosen, rzadko na świerku.

Kózkowate
- Acanthocinus aedilis L. – tycz cieśla, między korą a drewnem sosny, rzadziej innych iglastych.
- Arhopalus rusticus L. – wykarczak sosnowiec, początkowo pod korą, później w drewnie sosny.
- Asemum striatum – szczapówka bruzdkowana, początkowo pod korą, później w drewnie sosny.
- Callidium violaceus L. – ściga fioletowa (zagwoździk fiołkowy), pod korą i w martwym drewnie iglastym.
- Corymbia rubra L. (Leptura rubra L.) – zmorsznik czerwony, drewno pni i pniaków iglastych.
- Ergates faber L. – borodziej próchnik, drewno pniaków sosnowych, rzadko świerkowych i jodłowych.
- Hylotrupes bajulus L. – spuszczel pospolity, najczęściej w konstrukcyjnym drewnie iglastym.
- Molorchus minor L. – kurtek mniejszy, pod korą świerka, sosny, rzadziej jodły.
- Monochamus galloprovincjalis Ol. – żerdzianka sosnówka, pod korą i w drewnie sosny, czasem na modrzewiu i świerku. Rębacz pstry

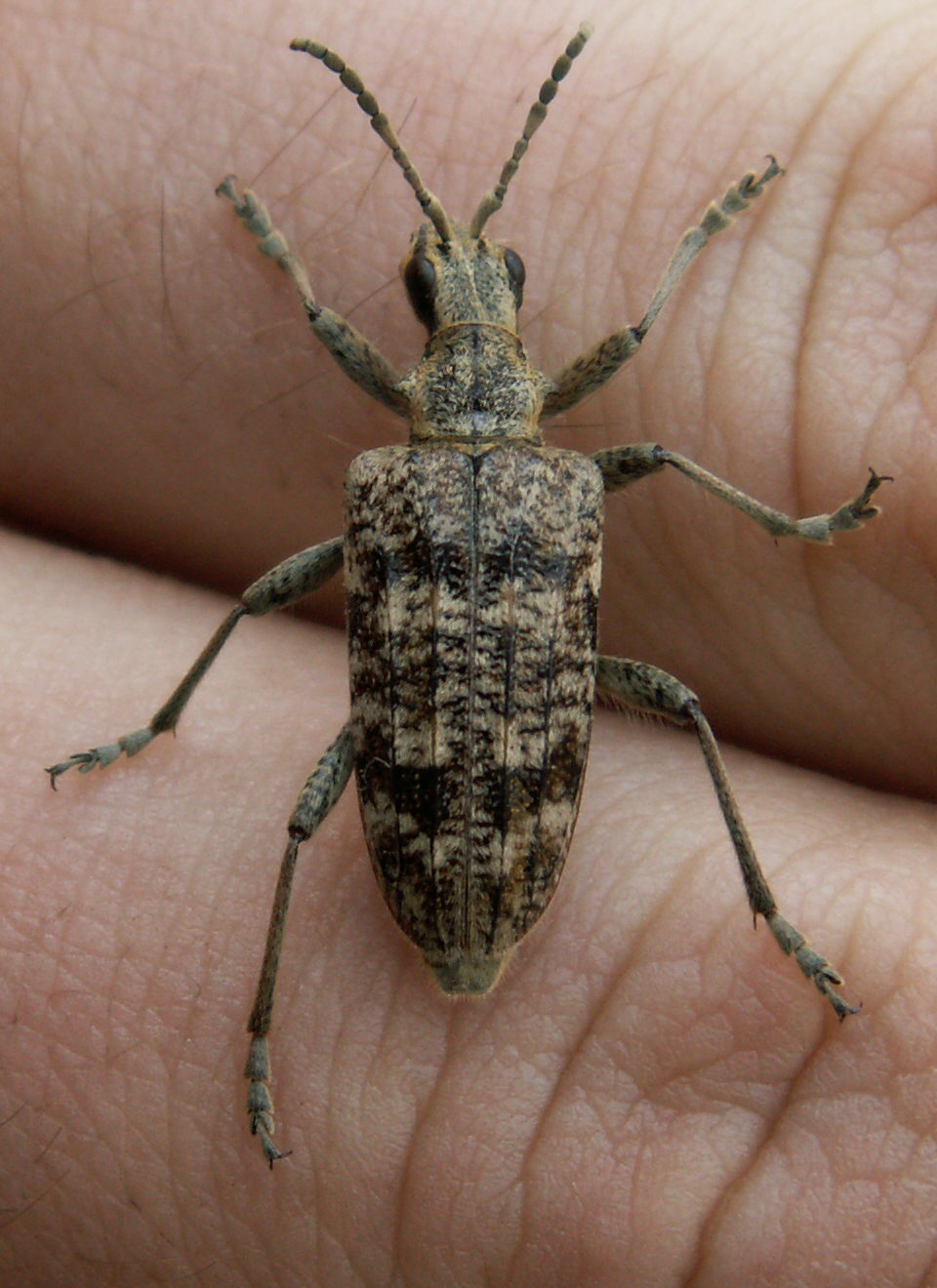
Rębacz pstry

- Monochamus sutor L. – żerdzianka szewc, między korą a drewnem i w drewnie świerka, sosny, jodły.
- Prionus coriarius L. – dyląż garbarz, pod korą w drewnie liściastych i iglastych.
- Rhagium inquisitor L. – rębacz pstry (rębacz sosnowiec), pod korą obumierających lub obumarłych drzew iglastych, w tym sosen: s. Armanda, s. Jeffreya, s. koreańskiej, s. rumelijskiej, s. zwyczajnej.
- Spondylis buprestoides L. – kłopotek czarny, w korzeniach pniaków sosnowych i odziomkach drzew iglastych.
- Tetropium castaneum L. – ściga lśniąca, pod korą świerka, rzadko sosny, modrzewia, wyjątkowo jodły.
- Tetropium fuscum F. – ściga ćmawa, pod korą świerka, rzadko sosny, modrzewia, wyjątkowo jodły.

Ryjkowcowate
- Pissodes pini L. – smolik sosnowiec, larwa i imago na sośnie.
- Pissodes piniphilus Hbst. – smolik drągowinowiec, larwa i imago na sośnie.

## Polifagi
Polifagi żyjące w glebie żerują przeważnie na podziemnych, ale także na nadziemnych częściach roślin, w tym sosen. Swoją szkodliwość wykazują przede wszystkim w terenie otwartym: na uprawach i szkółkach.
Szkodniki kiełkujących nasion i wschodów
- Bembidion lampros Hbst. – niestrudek lśniący
- Harpalus rufipes De Geer – dzier włochaty
- Melanimon tibialis F. – mrzygłodek
- Opatrum sabulosum L. – omrzel piaskowy

Szkodniki systemów korzeniowych
głównie pędraki:
- Amphimallon solstitialis L. – guniak czerwczyk
- Melolontha melolontha L. – chrabąszcz majowy
- Melolontha hippocastani F. – chrabąszcz kasztanowy
- Polyphylla fullo F. – wałkarz lipczyk

w mniejszym stopniu:
- Anomala dubia Scop. – listnik zmiennobarwny
- Gryllotalpa gryllotalpa L. – turkuć podjadek
- Phyllopertha horticola L. – ogrodnica niszczylistka

Szkodniki żerujące na nadziemnych i podziemnych częściach siewek i młodych sadzonek
- Agrotis pronuba – rolnica przepaska
- Agrotis segetum Den. – rolnica zbożówka
- Agrotis vestigialis Rott. – rolnica szkółkówka
- Autographa gamma – błyszczka jarzynówka
- Nephrotoma crocata L. – komarnica
- Tipula paludosa Heig. – koziułka błotnica

Larwy przedstawicieli sprężyków, tzw. drutowce, mogą być jednocześnie roślinożerne, drapieżne, mogą też być saprofagami. Żerują na różnych wysokościach rośliny, uszkadzając ją najczęściej poniżej szyi korzeniowej. Spośród nich należy wymienić grupę, która często jest roślinożerna:
- Adelocera murina L. – podrzut myszaty
- Agriotes lineatus L. – osiewnik rolowiec
- Agriotes obscurus L. – osiewnik ciemny
- Athous subfuscus MulL. – nieskorek żółtawy
- Dalopius marginatus L. – drgalnik obrzeżony
- Ectinus aterrimus L. – osiewnik czarny
- Prosternon tesselatum L. – wełniak szary, postać dorosła uszkadza igły i pędy sosen.
- Selatosomus aeneus L. – ponęc lśniący
- Selatosomus impressus F.
- Selatosomus latus F.
- Sericus brunneus L. – doskocz brunatny